# Refugio Astrónomo Cruls
El refugio Astrónomo Cruls (en portugués: Refúgio Astrônomo Cruls) es un refugio de verano de Brasil en la Antártida. Está situado en la bahía Edgell (o Don Samuel) de la isla Nelson, ubicada al sudoeste de la isla Rey Jorge en las Shetland del Sur. Fue inaugurado el 25 de enero de 1985. Depende logística y administrativamente de la Estación Antártica Comandante Ferraz. Junto con el Refugio Emilio Goeldi, localizado en la isla Elefante, constituye la estructura de soporte básico del Programa Antártico Brasileño en la Antártida. 
Recibió su nombre en homenaje al astrónomo Luis Cruls, que participó de una expedición en 1882 a Punta Arenas en Chile para observar el paso de Venus a través del disco solar.
El refugio puede acomodar a 6 científicos durante 40 días. Está construido con paneles tipo sandwich recubiertos con fibra de vidrio en su parte interna, y con resina a base poliéster en su parte externa. Su área útil es de 14,7 m² y tiene dos pequeños anexos, uno para servir de sanitario y depósito de materiales, y otro para antesala. El agua se obtiene de una laguna cercana. Las comunicaciones son realizadas por un transmisor de radio alimentado por un pequeño generador.